# Sira Repollés
Sira Repollés Lasheras (Zaragoza, 10 de julio de 1963) es una médica y política española, consejera de Sanidad del Gobierno de Aragón entre 2020 y 2023.

## Biografía
Nacida en Zaragoza el 10 de julio de 1963, es hija del exalcalde de Caspe y expresidente de la Diputación Provincial de Zaragoza Florencio Repollés Julve.
Se licenció en Medicina y Cirugía en 1987, en la Universidad de Zaragoza, donde fue compañera de Fernando Simón, aunque se conocen desde la infancia. Es médico especialista en Obstetricia y Ginecología desde 1992. Ha ejercido como vicepresidenta de la Asociación de Ginecólogos de Aragón, vicepresidenta de la Sociedad Aragonesa de Anticoncepción y es miembro de la Junta Directiva de la Sociedad Española de Contracepción. Es profesora asociada de Ciencias de la Salud de la Facultad de Medicina de la Universidad de Zaragoza.

### Vida política
Sonó como candidata en las elecciones municipales de 2015 como número 2 en la lista del PSOE de Zaragoza de Carlos Pérez Anadón, aunque su marido, Javier Trívez Bielsa, ejerció como portavoz de Hacienda en el Ayuntamiento de Zaragoza.

### Consejería de Sanidad
El 14 de mayo de 2020 tomó posesión como Consejera de Sanidad del Gobierno de Aragón, y sustituyó a Pilar Ventura que dimitió de su cargo tras unas polémicas declaraciones en la Comisión de Sanidad de las Cortes de Aragón. 
La gestión de Repollés ha estado marcada por la pandemia de COVID-19. Recientemente, ha anunciado que no seguirá en política en la próxima legislatura.
| Predecesor: Pilar Ventura | Consejera de Sanidad de Aragón 2020-2023 | Sucesor: José Luis Bancalero |